# NASH (企業)
NASH（ナッシュ）は東京都渋谷区を拠点として活動するクリエイティブ・ユニット。

## 映画作品
- キャラウェイ